# Trakai
Trakai (njem. Tracken, polj. Troki, jidiš Trok) grad je u jugoistočnom dijelu Litve. Zbog blizine glavnoga grada Vilniusa popularno je turističko odredište. Grad zauzima 11,52 km2 površine, a prema procjenama iz 2007. godine ima 5.357 stanovnika.

## Demografija
Većina stanovnika Trakaija su Litvanci, koji čine 61% ukupnog stanovništva. Grad naseljava i značajan broj Poljaka (21%), kao i Rusa. Narod Karaim također živi u Trakaiju.

## Gradovi prijatelji
- Jarosław, Poljska
- Malbork, Poljska
- Giżycko, Poljska
- Nowy Sącz, Poljska
- Rheine, Njemačka
- Schönebeck, Njemačka
- Bernburg, Njemačka
- Alanya, Turska
- Borne, Nizozemska
- Târgoviște, Rumunjska
- Jaworiw, Ukrajina
- Iwano-Frankiwsk, Ukrajina

## Vanjske poveznice
- Službene stranice grada  Arhivirana inačica izvorne stranice od 25. prosinca 2012. (Wayback Machine) (lit.)(engl.)(njem.)(rus.)(polj.)
- Povijesni nacionalni park Trakai (lit.)(engl.)

### Ostali projekti
|  | Zajednički poslužitelj ima još gradiva o temi Trakai |